# María Matos
Maria da Conceição de Matos Ferreira da Silva, más conocida como Maria Matos OSE (Lisboa, 29 de septiembre de 1886 – Lisboa, 19 de septiembre de 1952), fue una actriz, directora, dramaturga, escritora, profesora y empresaria portuguesa, que se hizo famosa como una de las más famosas actrices de teatro y de cine de la primera mitad del siglo XX en Portugal.

## Biografía
Nació en el número 22 de Rua da Penha de França (Calçada Engenheiro Miguel Pais), parroquia de São Mamede, en Lisboa, el 29 de septiembre de 1886. Hja de José de Matos Ferreira da Silva, trabajador doméstico y cocinero y de Carolina da Conceição Caldas. Era hermana de João Maria de Matos e Silva, nueve años mayor.   Fue bautizada en la Iglesia de São Mamede, en Lisboa. Su padrino fue Manuel de Oliveira Amor, jardinero, y su madrina, Antónia Augusta Costas, criada particular de D. María Isabel Raposo de Sousa d'Alte Espargosa, vizcondesa de Fonte Arcada, que fue madrina de su hermano. Fue de la mano de la Vizcondesa que ingresó en el Convento de los Comendadores de la Encarnação, cuya madre superiora era prima de la Vizcondesa, donde recibió su instrucción. Pasó gran parte de su infancia en la mansión de los vizcondes de la Rua do Monte Olivete, donde trabajaban sus padres, rodeada de familiares y sirvientes, siendo descrita como sensible, bella e inteligente, mostrando ya dotes artísticas. Pronto aprendió a tocar el piano, sorprendiendo a su abuelo con Rêve d'un ange de Giovanni Ludovic, en una cena del Día de Reyes.  
Huérfana de su padre a los 19 años, se matriculó en el Real Conservatorio de Lisboa, ya con el deseo de ser actriz, tras ver una obra de teatro con la francesa Julia Bartet, en el Teatro D. Amelia . Ante la protesta de la vizcondesa, que había querido que ella tuviera otro destino que el teatro, que en ese momento acarreaba un gran estigma, fue expulsada, junto con su familia, y se fue a vivir con su madre a Amoreiras, en una casa modesta, donde experimentó grandes dificultades económicas.   

### Trayectoria artística

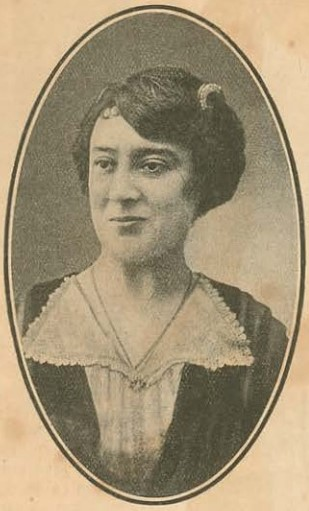
María Matos a los 29 años (Ilustración Portuguesa, 17 de enero de 1916).

En el Conservatorio hizo Piano, Canto y Arte Dramático, bajo la dirección de los profesores João da Câmara, José António Moniz y Augusto de Melo. Alumna distinguida, se presentó al examen final con la obra Rosas de Todo o Año, escrita expresamente por Júlio Dantas para tal fin, concluyendo su curso de teatro con un 1er Premio al Arte de la Interpretación, en 1907. Fue de la mano de su maestro y amigo João da Câmara que actuó en los salones aristocráticos.    
Debutó profesionalmente el 20 de noviembre de 1907, con la obra Judas, drama de Augusto de Lacerda, en el Teatro Nacional D. María II. En 1908 ingresó a ese teatro, cuyo elenco incluía importantes figuras del panorama teatral portugués, como Eduardo Brazão y Adelina Abranches. Permaneció en la sociedad artística de D. María II hasta 1910, trabajando brevemente para la Compañía Lucinda Simões, con la que representó la obra A Tia Leontina, en el Teatro Aveirense . También fue en esa época cuando inició una relación con el actor Francisco Mendonça de Carvalho, nacido en Oporto, que estaba matriculado en el mismo teatro, de cuya unión nació su única hija, María Helena Matos, el 6 de noviembre de 1910.     
En 1911 fichó por el Teatro Gymnasio, donde llegó a ser directora y donde obtuvo los mayores éxitos de su carrera, debutando el 28 de enero con la obra Sherlock. Contrajo matrimonio civil el 4 de mayo del mismo año con Mendonça de Carvalho, con quien fundaría en la misma década, hacia 1914/15, la Companhia Maria Matos-Mendonça de Carvalho, con residencia en el Gymnasio. También comenzó a ensayar, dirigir y montar la gran mayoría de las obras en las que aparece. Se especializó en papeles de personajes, y a menudo revela la frescura de juventud con fines cómicos. Sólo en 1911 participó en 40 obras de teatro.      

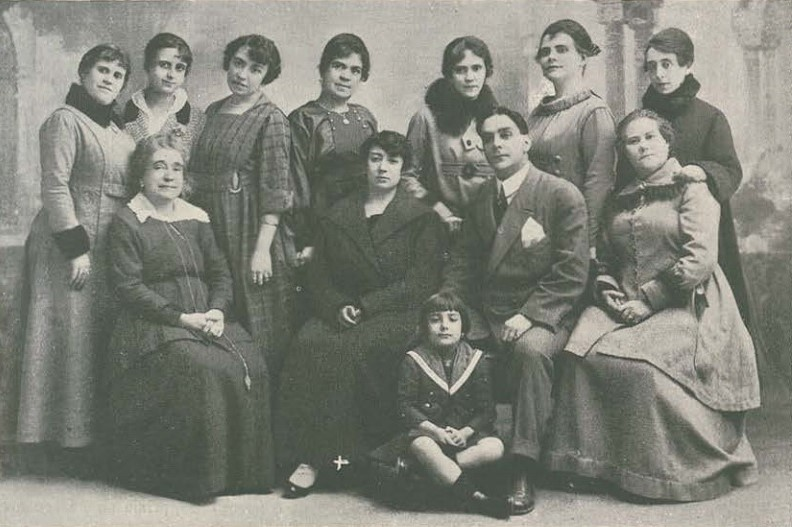
Maria Matos (centro), Mendonça de Carvalho (derecha) y su hija Maria Helena Matos (abajo) con las actrices de la Companhia do Teatro Gymnasio (Ilustradora Portuguesa, 10 de diciembre de 1917).

En 1917, se comprometió a ayudar a los soldados portugueses movilizados durante la Primera Guerra Mundial, tomando la iniciativa de producir ropa de abrigo con la ayuda del elenco de actrices del Gimnasio. La edición del 10 de diciembre del mismo año, de la revista Illustração Portuguesa, relata el hecho: " Interesante y muy amable gesto de la compañía del teatro Ginasio a favor de la obra de O Seculo, en su campaña a favor de los soldados movilizados María Matos, la eminente actriz, doble de corazón de mujer, de amorosa madre y esposa, en un rasgo de altruismo que la ennoblece aún más y mejor hace crecer su gran nombre como artista, apoyada por su marido, el muy distinguido La actriz Mendonça de Carvalho, pidió ayuda a las actrices, sus colaboradoras en el elegante teatro, en una idea a la vez solidaria, humanitaria y patriótica, escuchada con agrado, desde entonces el grupo femenino de su compañía, en su tiempo libre, Trabajó dedicado a la fabricación de bufandas, cuyo primer envío acaba de ser entregado a Seculo, para ser enviado a Francia.

#### Teatro

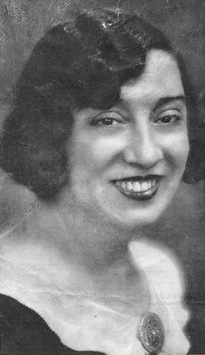
María Matos (Biblioteca-Archivo Teatro Nacional D. María II, años 20).

De su amplio repertorio de cientos de obras de teatro, entre drama, comedia, opereta, ópera cómica, revista, monólogo, farsa y vodevil, destacan: O Senhor Roubado, Em boa hora o diga, A vizinha do lado, A Doida, Domador de sogras, A Dama das Camélias, Isabel de Inglaterra e Benilde, A madrinha de Charley, A severa, A força do mal, Uma velha estrangeira, A Madrasta, O crime da Avenida 33, Primo Basílio, Soror Mariana, La donna é mobile, Casa de boneca, O Inferno, As pupilas do Senhor Reitor, Os fidalgos da casa mourisca, O conde barão, A lei dos Morgados, O pinto calçudo, A casa de Bernarda Alba, Zázá, O comissário de polícia, entre muchos otros. 
Se convirtió en un verdadero ídolo del público donde se radicó, primero en el Teatro Gymnasio y luego en el Teatro Avenida . Además de realizar giras por Provincias, Islas y Brasil, Maria Matos también actuó en los escenarios de Alfacinhas del Teatro Apolo, Variedades, Maria Vitória, Politeama, São Carlos, Trindade y Coliseu dos Recreios, realizando también visitas periódicas a Oporto, donde actuó en Teatro Sá de la bandera.     Además de la Compañía Maria Matos-Mendonça de Carvalho, también formó empresas con Nascimento Fernandes, Vasco Santana y Piero Bernardon, además de su propia empresa. También trabajó en Companhia Rey Colaço-Robles Monteiro, Companhia José Ricardo, Companhia de Lucília Simões, Companhia Maria das Neves, Empresa José Loureiro, Companhia da Comédia, Companhia Portuguesa de Revistas, Grande Companhia Dramática Portuguesa, A Companhia dos Cómicos Populares, Empresa Portuguesa de Espectáculos Lda. y Organizaciones Teatrales. 

#### Cine

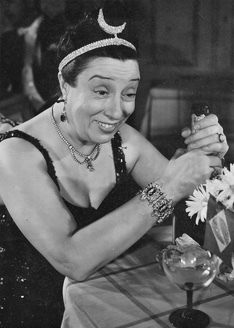
María Matos (Biblioteca-Archivo Teatro Nacional D. María II, años 30).

En cine participó en exitosos largometrajes que le dieron gran estrellato en el país, siendo reconocida como una de las mejores actrices de la época dorada del cine portugués. Debutó en 1935 con el personaje de "Joana" en la película As Pupilas do Senhor Retor, de José Leitão de Barros. A esta le siguieron Varanda dos Rouxinóis (1939), de Leitão de Barros, donde interpretó "Inácia da Conceição", O Costa do Castelo (1943), de Arthur Duarte, donde interpretó "Mafalda da Silveira", A Menina da Rádio (1944), de Arthur Duarte, donde interpretó a "Rosa Gonçalves", Um Homem à Direitas (1944), de Jorge Brum do Canto, donde interpretó a "Governanta Teresa", Não Há Rapazes Maus! (1948), de Eduardo García Maroto, donde interpretó a "Maria Farripas", A Morgadinha dos Canaviais (1949), de Caetano Bonucci, donde interpretó a "Vitória" y Heróis do Mar (1949), de Fernando García, donde interpretó "Mujer de Petinga".   

### Trayectoria literaria
La gran popularidad de la que gozaba como actriz cómica, tanto en teatro como en cine, relegó a un segundo plano su actividad como escritora. Fue autora de dos libros de crónicas y versos: África y Dizeres de Amor e Saudade, ambos publicados en 1935. También fue autora de tres obras de teatro: A Tia Engrácia (1936), comedia en 3 actos; Escola de Mulheres (1937), comedia en 3 actos y Direitos de Coração (1937), comedia en 1 acto, que la consagró como dramaturga, habiendo traducido varias obras teatrales de Frondaie, Benavente, Zola y Pirandello. En 1940 fue invitada por Ivo Cruz a ocupar el puesto de profesora del Conservatorio Nacional de Lisboa, impartiendo las materias de Estética Teatral y Arte de Hablar hasta 1945, año en el que dimitió. También perteneció a la Sociedad de Autores Portugueses y Brasileños.   

### Últimos años

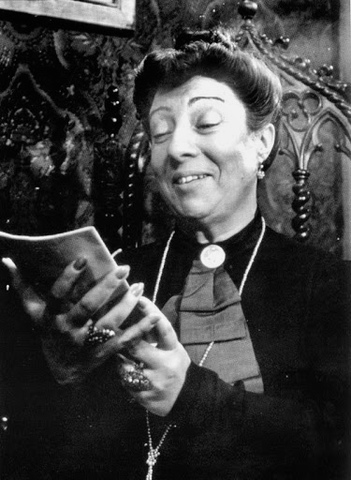
Maria Matos en el papel de "Mafalda da Silveira" en la película O Costa do Castelo (1943).

Recibió una mención publicada en el Boletín Oficial por sus servicios al Teatro (1915) y con el grado de Oficial de la Orden Militar de Sant'Iago da Espada, el 9 de mayo de 1934.    
El 21 de enero de 1947 se divorció de su marido, quien poco después se jubiló. El 3 de enero de 1950 se realizó en el Teatro Variedades un espectáculo homenaje a la actriz, que había estado enferma, con la obra O Processo de Mary Matos, en la que participaron todos los actores y actrices, a excepción de María Matos, que era la procesada, desempeñaba las funciones de jueces, acusadores, defensores, testigos de cargo y de defensa. 
Sus dos últimas actuaciones fueron en las obras Três Gerações, monólogo de Ramada Curto, en escena del Teatro Avenida el 14 de abril de 1951, y Están celosos en el aire... , comedia de José López Rubio, traducida por José Galhardo y Luís Galhardo, en escena del Teatro Avenida del 30 de mayo al 11 de junio de 1951, donde actuó junto a Brunilde Júdice, Maria Lalande, Alves da Costa y João Villaret. 

### Muerte

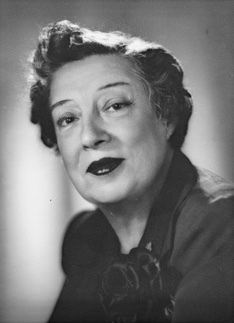
Último retrato de María Matos (Biblioteca-Archivo del Teatro Nacional D. María II, Silva Nogueira, c. 1950).

Falleció en el primer piso del número 33 de la Avenida Fontes Pereira de Melo, parroquia de São Sebastião da Pedreira, en Lisboa, donde vivía, el 19 de septiembre de 1952, a la edad de 65 años, víctima de arteriosclerosis, una enfermedad de que sufrió hace unos tres años. Está enterrada en el Cementerio del Alto de São João, en Lisboa.   En el momento de su muerte, se encontraba escribiendo un libro de memorias, que no terminó. Póstumamente, en 1955 se publicaron Como Memorias de la actriz Maria Matos, revisadas por Alice Ogando.  

## Filmografía
| Año  | Película                    | Personaje             | Referencias |
| ---- | --------------------------- | --------------------- | ----------- |
| 1935 | As Pupilas do Senhor Reitor | joana                 | [ 14 ]      |
| 1939 | Varanda dos Rouxinóis       | Inácia da Conceição   | [ 14 ]      |
| 1943 | O Costa do Castelo          | Mafalda da Silveira   | [ 14 ]      |
| 1944 | A Menina da Rádio           | Rosa Goncalves        | [ 14 ]      |
| 1944 | Um Homem às Direitas        | ama de llaves teresa  | [ 14 ]      |
| 1948 | Não Há Rapazes Maus!        | María Farripas        | [ 14 ]      |
| 1949 | A Morgadinha dos Canaviais  | Victoria              | [ 14 ]      |
| 1949 | Heróis do Mar               | La esposa de Petinga. | [ 14 ]      |

## Premios y reconocimientos
- En 1915 recibió una mención publicada en el Boletín Oficial por sus servicios al Teatro.
- El 9 de mayo de 1934 recibió el grado de Oficial de la Orden Militar de Sant'Iago da Espada. [15]
- El 17 de abril de 1953 se descubrió una placa conmemorativa en el edificio donde nació, en la actual Calçada Engenheiro Miguel Pais, en Lisboa.[3]
- El 22 de octubre de 1969 se inauguró en Lisboa el Teatro María Matos.[19]

- Hay calles con su nombre en: Albufeira, Almada (parroquia de Charneca de Caparica ), Barreiro (parroquia de Lavradio ), Caldas da Rainha (parroquias de Santo Onofre y Serra do Bouro ), Cascais (parroquia de São Domingos de Rana ), Lisboa (parroquia de Benfica, Notificación de 10 de noviembre de 1966, ex-Rua F à Quinta do Charquinho),[5]Matosinhos (parroquia de Senhora da Hora ), Moita, Montijo, Odivelas (parroquias de Odivelas y Ramada ), Oeiras (parroquia de Linda-a-Velha ), Portimão, Seixal (parroquia de Arrentela ), Sesimbra (parroquia de Castelo y Quinta do Conde ), Sintra (parroquia de Algueirão Mem-Martins ) y Vila Franca de Xira. [20] [21] [22]